# Холливуд (Уиклоу)

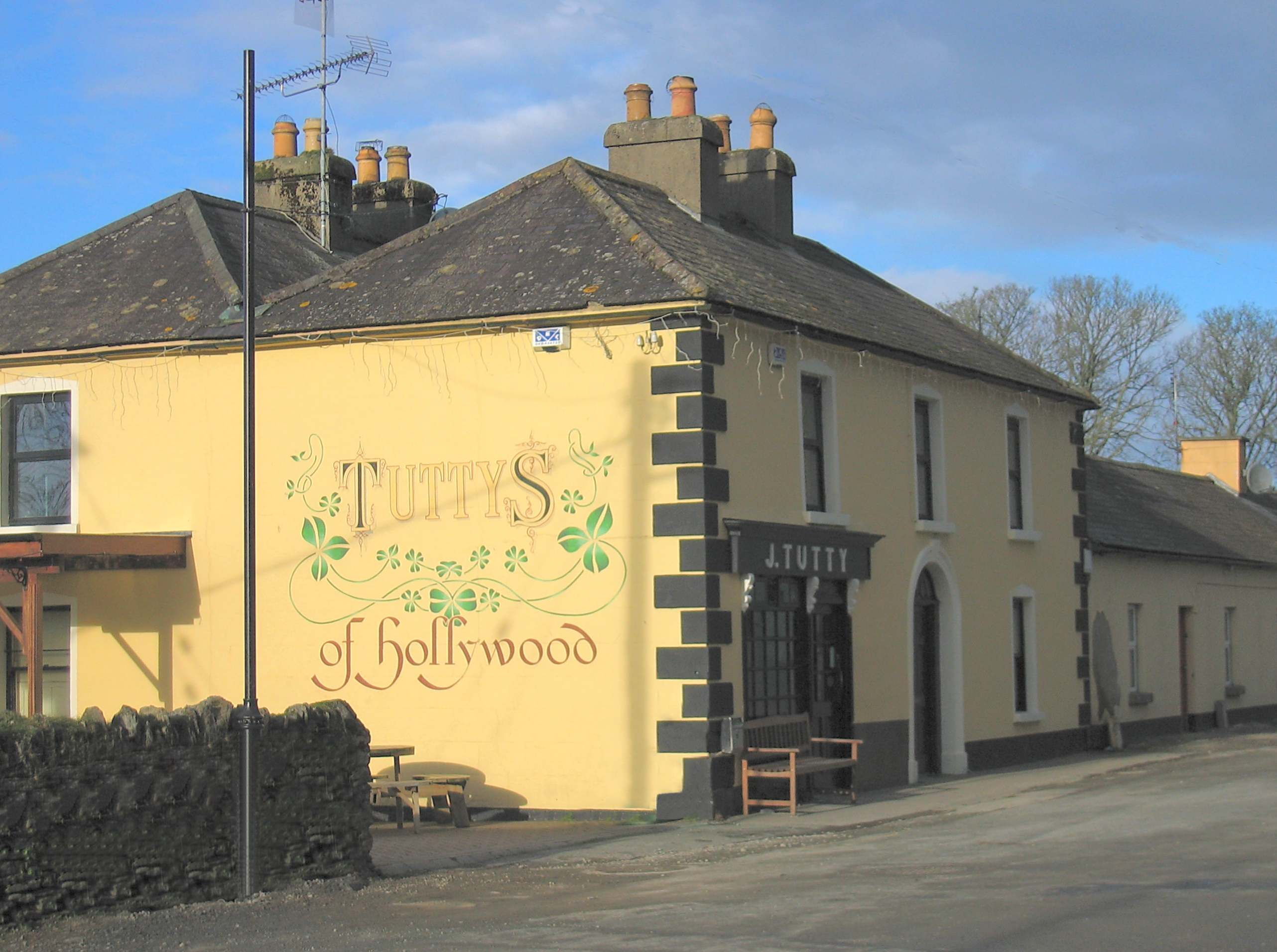

Холливуд (англ. Hollywood; ирл. Cillín Chaoimhín ) — деревня в Ирландии, находится в графстве Уиклоу (провинция Ленстер).
К местным достопримечательностям относятся Кресло святого Кевина, Пещера святого Кевина (с которым тесно связана местная древняя история), Путь святого Кевина и Камень курильщика.